# Футалеуфу (комуна)
Футалеуфу (ісп. Futaleufú) — селище в Чилі. Адміністративний центр однойменної комуни. Населення - 1153 особи (2002). Селище і комуна входить до складу провінції Палена і регіону Лос-Лагос.
Територія комуни – 1280 км². Чисельність населення – 1858 мешканців (2007). Щільність населення - 1,45 чол./км².

## Розташування
Селище розташоване на півдні Чилі на березі річки Футалеуфу за 210 км на південний схід від адміністративного центру регіону міста Пуерто-Монт та за 75 км на південний схід від адміністративного центру провінції міста Чайтен.
Комуна межує:
- на сході - з провінцією Чубут (Аргентина)
- на півдні - з комуною Палена
- на заході - з комуною Чайтен

## Демографія
Згідно з даними, зібраними під час перепису Національним інститутом статистики, населення комуни становить 1858 осіб, з яких 964 чоловіки та 894 жінки.
Населення комуни становить 0,23% від загальної чисельності населення регіону Лос-Лагос. 40,61% належить до сільського населення та 59,39% - міське населення.